# Jogosimo
Jogosimo is een bestuurslaag in het regentschap Kebumen van de provincie Midden-Java, Indonesië. Jogosimo telt 2796 inwoners (volkstelling 2010).